# Řeřišný
Řeřišný (älter auch Ržezissny, deutsch Brunnkress, auch Brunnkreß bzw. Brunngress, älter auch Brungreß bzw. Brungres) ist eine Siedlung (osada) in der Gemeinde Machov im Okres Náchod in Tschechien. Sie liegt anderthalb Kilometer nordöstlich von Machov nahe der polnischen Landesgrenze und gehört zum Ortsteil Bělý (Bieley).

## Geographie
Řeřišný liegt in einem engen Tal am südlichen Ende des Falkengebirges (Broumovské stěny) an der Židovka (deutsch Sichler Bach), die im Heuscheuergebirge entspringt und ursprünglich als „Stekelnice“ bzw. Srbský potok bezeichnet wurde. Auch auf heutigen Landkarten ist sie häufig von ihrer Quelle bis Řeřišný bzw. auch bis Nízká Srbská (Niedersichel) unter diesem älteren Flussnamen verzeichnet. Im Nordosten erhebt sich der Božanovský Špičák (Spitzberg, 773 m n.m.), südlich der Skalniak (Spiegelberg; tschechisch Bor, 830 m n.m.), im Südwesten der Lhotecký Šefel (Schefel, auch Přívrat, vormals Příwrať, auch Machovský vrch, 693 m n.m.), im Westen der Machovský Šefel (590 m n.m.) und im Norden der Signál (711 m n.m.). Jenseits der Grenze zu Polen liegen die Orte Pasterka (Passendorf) und Ostra Góra (Nauseney). Weitere Nachbarorte sind Machovská Lhota (Lhota Möhlten) im Süden, Machov im Südwesten, Bělý im Nordosten und Studená Voda im Osten.

## Geschichte

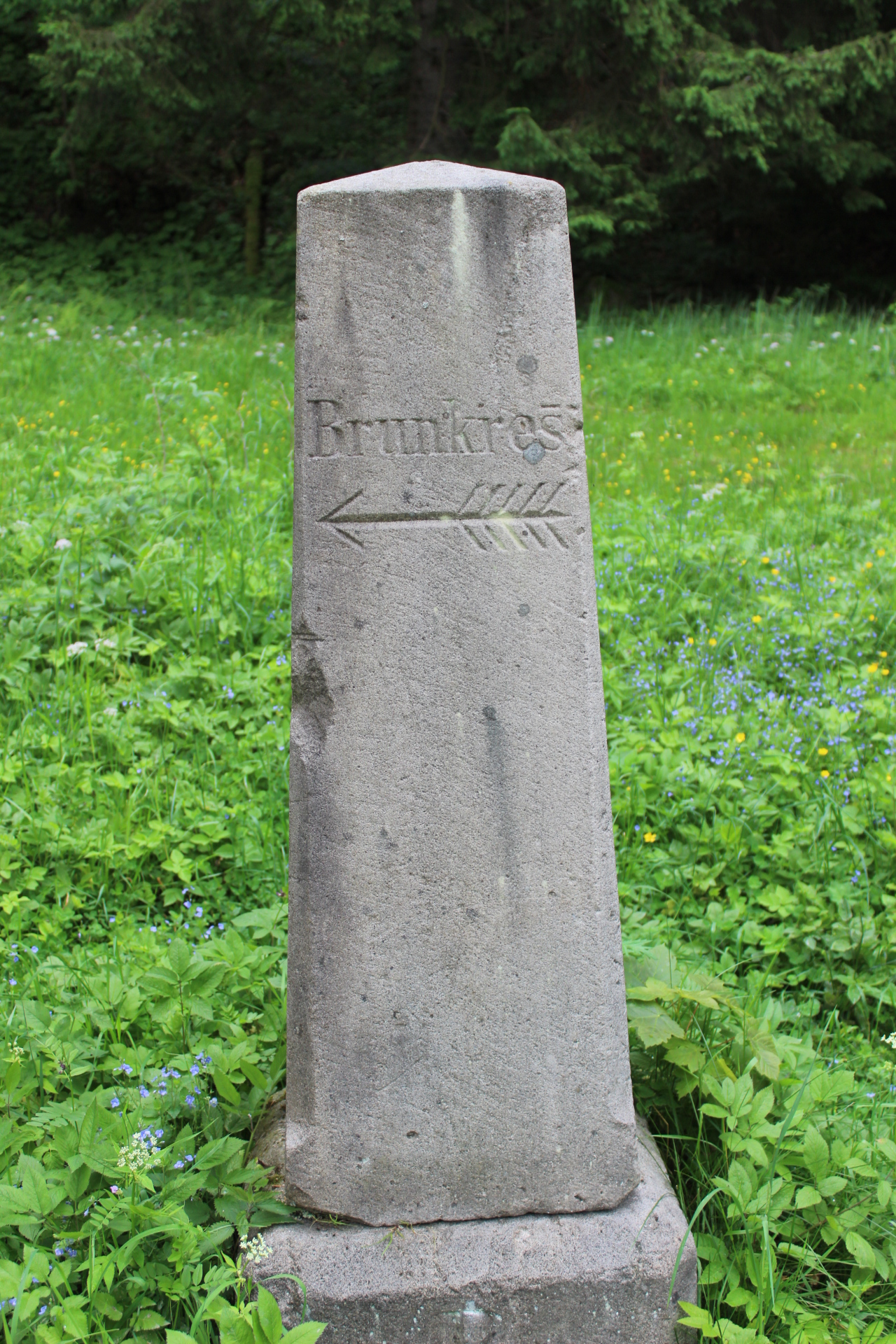

Řeřišný gehörte ursprünglich zur Herrschaft Nachod im Königgrätzer Kreis. Erstmals erwähnt wurde es am 16. September 1495, als Heinrich I., Graf von Glatz und u. a. Besitzer der Herrschaft Nachod, das „wüste Dorf Pasterkow“ als ein Erblehen an das Tscherbeneyer Rittergut angliederte, das als „Hartwig“ (Hartvík) bzw. „Černík“ bezeichnet wurde. Zusammen mit diesem gelangte Brunnkress an die Herrschaft Hummel, die bereits 1477 in die Grafschaft Glatz eingegliedert worden war. Dadurch wurde auch „Brungreß“ zum Böhmischen Winkel gerechnet.
Nach der Auflösung der Herrschaft Hummel Ende des 16. Jahrhunderts wurde es Kammergut. 1601 verkaufte Kaiser Rudolf II. in seiner Eigenschaft als König von Böhmen „Brunnkresse“ zusammen mit Passendorf und Nauseney an die königliche Immediatstadt Wünschelburg. Zugleich wurden alle drei Orte in die Pfarrei Wünschelburg eingegliedert. Wegen Überschuldung musste 1631 die Stadt Wünschelburg ihre Dorfschaften und Güter ihren Gläubigern überlassen. 
Ab 1653 gehörte „Brungreß“ zusammen mit Passendorf und „Lausenei“ (Nauseney) einem Herrn Mantel.
Spätestens seit der Mitte des 18. Jahrhunderts war Brunnkreß entlang des „Grenzflössels“, wie die Židovka in diesem Abschnitt damals bezeichnet wurde, geteilt; der nördliche Teil gehörte zur Stiftsherrschaft Braunau und unterstand der Propstei Politz. Nach dem Ersten Schlesischen Krieg fiel der südliche Teil von Brunnkress zusammen mit der Grafschaft Glatz 1742 und endgültig 1763 mit dem Hubertusburger Frieden an Preußen. Der damalige Grenzverlauf bzw. die historische Zugehörigkeit zur Grafschaft Glatz ist aus einer Landkarte des Kartographen Tobias Mayer aus dem Jahre 1747 ersichtlich. Der böhmische Teil von Brunnkreß lag im Königgrätzer Kreis und war der Stiftsherrschaft Politz untertänig.
Als sich zu Beginn der 1830er Jahre in Preußen die Cholera ausbreitete, wurde die K.k. Armee zum Schutz der Grenze gegen die Verbreitung der Seuche herangezogen. In Brunnkreß entstand ein Barackenlager; Reste der aus Stein und Holz errichteten Gebäude sind noch heute im Wald erkennbar.
Im Jahre 1836 bestand das Dörfchen Brunnkreß bzw. Ržezissny aus vier Häusern, von denen drei nach Bieley inskribiert und nach Politz eingepfarrt waren. Das vierte Haus gehörte zu Passendorf in der Grafschaft Glatz.
Nach der Neugliederung Preußens gehörte der südliche Teil von Brunnkress als Kolonie von Passendorf seit 1815 zur Provinz Schlesien, die in Landkreise aufgeteilt wurde. In den Jahren 1816 bis 1853 war der Landkreis Glatz, danach bis 1930 der Landkreis Neurode zuständig. Ab 1892 gehörten der preußische Teil von Brunnkress sowie Nauseney, Karlsberg und Klein-Karlsberg zu der nun selbständigen Pfarrei Passendorf. Vorher war die Pfarrei Wünschelburg zuständig, wohin auch die Verstorbenen aus diesen Ortschaften bestattet wurden.
Der böhmische Teil bildete ab 1849 einen Ortsteil der Gemeinde Bělý/Bieley im Gerichtsbezirk Politz; im Jahre 1868 wurde er dem Bezirk Braunau zugeordnet.
Durch den Vertrag zwischen dem Deutschen Reich und der Tschechoslowakei über Grenzwasserläufe und Gebietsaustausch an der preußischen Strecke der Staatsgrenze aus dem Jahre 1930, gelangte auch der deutsche Teil von Brunnkress an die Tschechoslowakei. Dabei fiel der heute als Černý důl bezeichnete schmale preußische Ausläufer (výběžek) von etwa 15,5 ha, auf dem sich zwei bewohnte Gehöfte befanden, an die Tschechoslowakei. Der begradigte Grenzverlauf verlief nunmehr von Bělý (Bieley) nach Machovská Lhota (Möhlten Lhota). Der Vertrag wurde allerdings erst 1935 umgesetzt. Danach wurde Řeřišný dem Okres Broumov eingegliedert. Nach dem Münchner Abkommen verblieb Řeřišný bei der „Resttschechei“ und wurde dem Okres Náchod zugeordnet. Nach dem Ende des Zweiten Weltkrieges kam Řeřišný zum Okres Broumov zurück. Im Zuge der Gebietsreform von 1960 erfolgte die Aufhebung des Okres Broumov, seitdem gehört das Dorf zum Okres Náchod. 1961 wurde es zusammen mit Bělý ein Ortsteil der Gemeinde Machov.

## Ortsgliederung
Die Grundsiedlungseinheit Řeřišný gehört zum Ortsteil Bělý und ist Teil des Katastralbezirkes Bělý.

## Sehenswürdigkeiten
- Machovský kříž (Machauer Kreuz) auf dem oberhalb von Řeřišný verlaufenden Albendorfer Pilgerweg (Vambeřická cesta) auf Hrady.cs